# Simforematòidies
Symphorematoideae és una subfamília d'angiospermes que forma part de la família de les lamiàcies, i la qual està formada per tres gèneres.

## Gèneres
- Congea
- Sphenodesme
- Symphorema